# Порозово (Ивановская область)
По́розово — деревня в Заволжском районе Ивановской области России, входит в состав Волжского сельского поселения.
Основана в 1627 году. До Великой Отечественной войны деревня входила в колхоз «Прогресс».
Расположена в 90 км от Иванова и в 3 км от районного центра — Заволжска. На левом берегу Горьковского водохранилища Волги. Население — 28 человек (2010).
Рядом с деревней находится мост через Волгу. По деревне проходит железнодорожная ветка «Химразъезд (Заволжский химический завод) — Заволжск — Первушино». Остановочный пункт отсутствует, линия не используется для пассажирских перевозок.
В деревне пять улиц: Кустики, Лужайка, Подугорица, Слобода и Центральная. На западной окраине деревни в урочище Гребень восстанавливается усадьба Н. П. Рузского «Студёные Ключи». Деревня газифицирована в декабре 2024. Первоначально Порозово не попало в программу газификации, но после обращений жителей программу изменили.
Основная деятельность населения: рыбная ловля, сельское хозяйство, сбор ягод и грибов, работа в Заволжске.

## Галерея

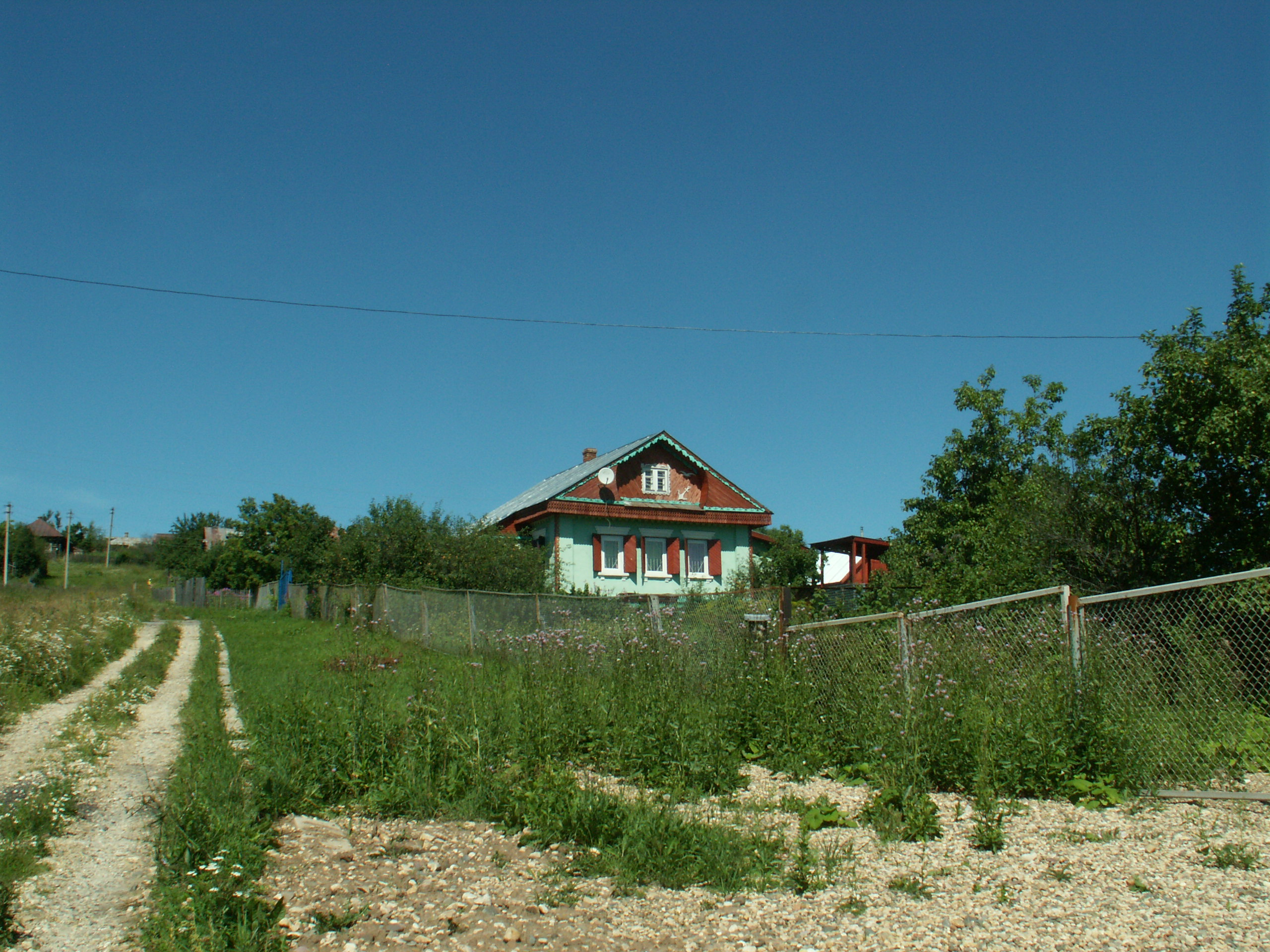
Дом в Порозово
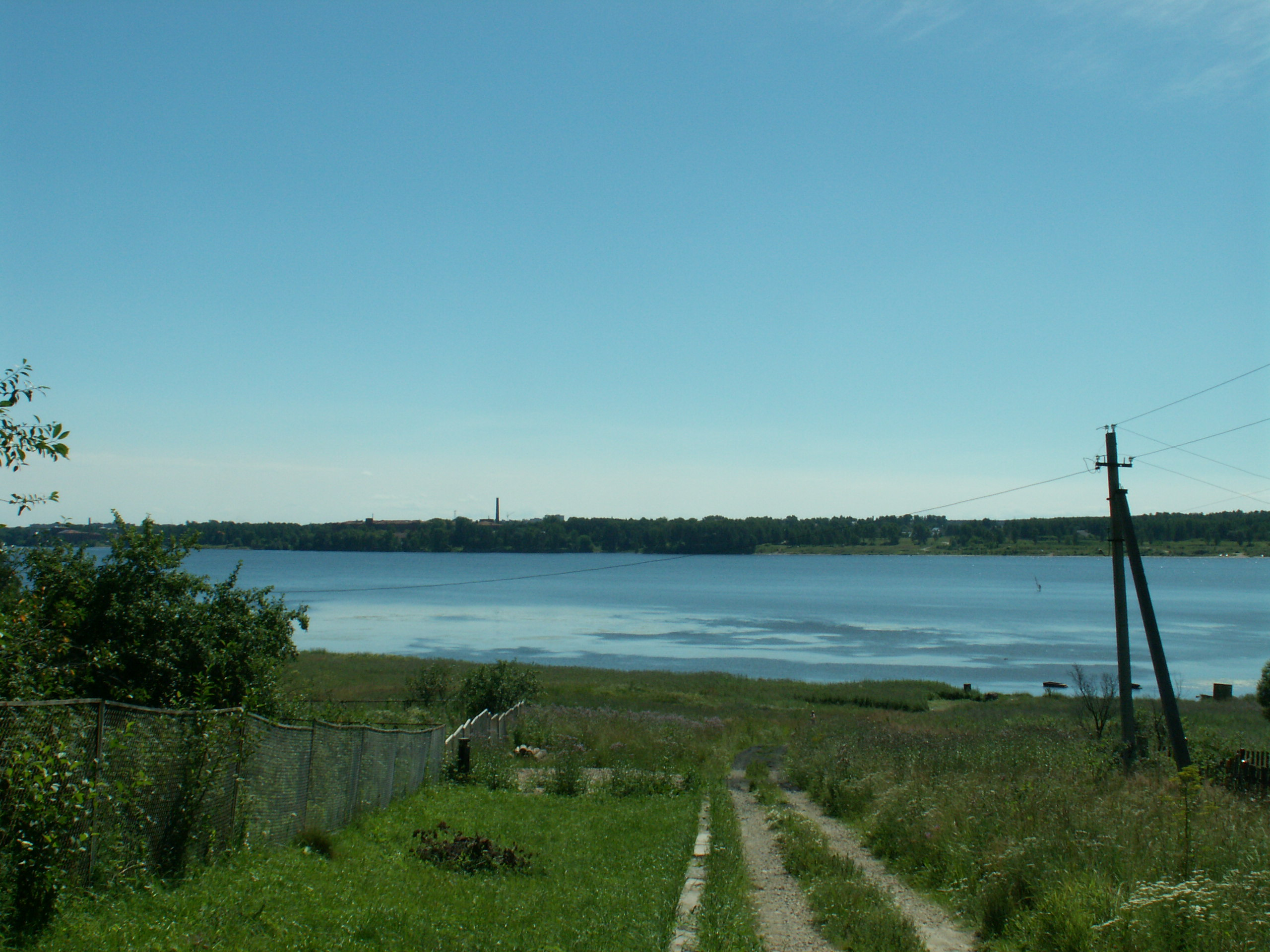
Вид на Горьковское водохранилище
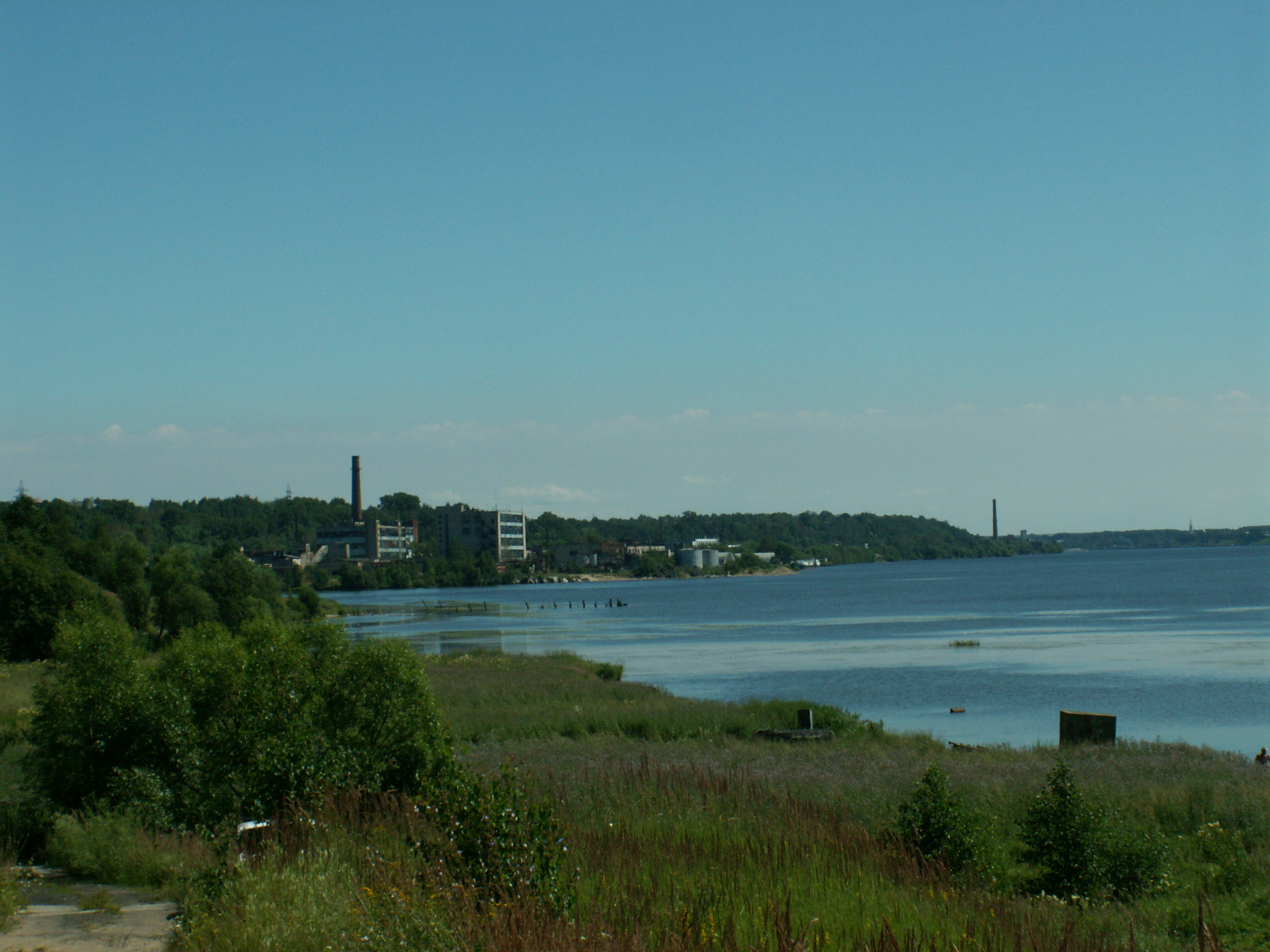
Побережье Волги
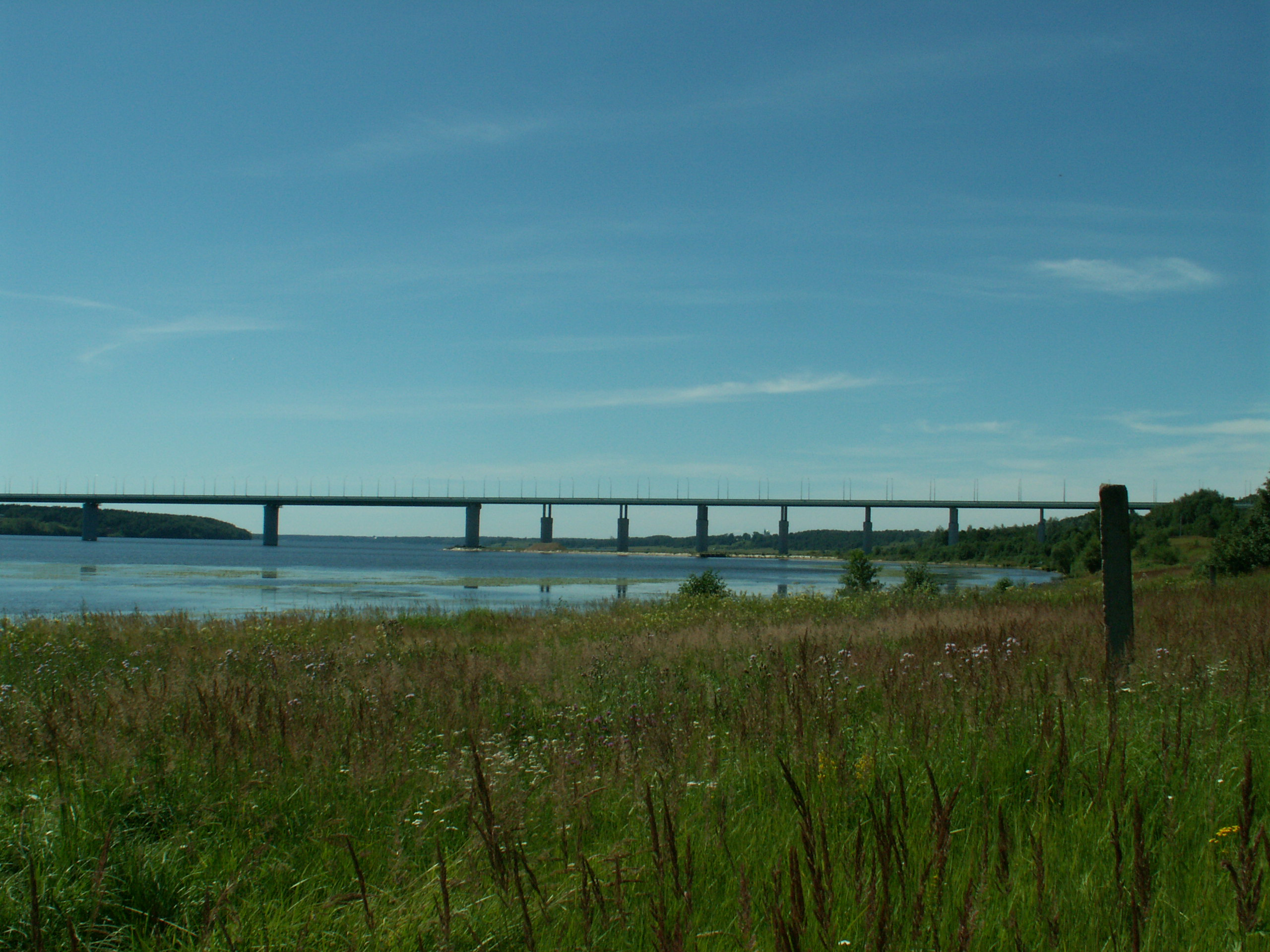
Кинешемский мост